# Liste des phares du New Hampshire
Liste des phares du New Hampshire : L'État du New Hampshire n'a que 29 km de littoral, entre le Maine et le Massachusetts. Il ne compte que 2 phares côtiers et 3 phares sur le Lac Sunapee.
Les aides à la navigation dans le New Hampshire sont gérées par le premier district de l'United States Coast Guard , mais la propriété (et parfois l’exploitation) de phares historiques a été transférée aux autorités et aux organisations de préservation locales.
Leur préservation est assurée par des sociétés locales de la American Lighthouse Foundation (en) et sont répertoriés au Registre national des lieux historiques (NRHP) (*).

## Comté de Rockingham
| Nom                          | Lieu                             | Mise en service | Coordonnées                        | Caractéristiques | Image |
| ---------------------------- | -------------------------------- | --------------- | ---------------------------------- | ---------------- | ----- |
| Phare de Portsmouth Harbor * | Fort William and Mary Portsmouth | 1878            | 43° 04′ 15,7″ N, 70° 42′ 30,9″ O   | FF G             |       |
| Phare des Isles of Shoals    | Isles of Shoals                  | 1859            | 42° 58′ 02,04″ N, 70° 37′ 23,77″ O | FI W 15s         |       |

## Lac Sunapee
| Nom                   | Lieu | Mise en service | Coordonnées                      | Caractéristiques | Image |
| --------------------- | ---- | --------------- | -------------------------------- | ---------------- | ----- |
| Phare de Herrick Cove |      | 1893-2004       | 43° 23′ 31″ N, 72° 03′ 36″ O     | ?                | Image |
| Phare de Loon Island  |      | 1960            | 43° 23′ 33,3″ N, 72° 03′ 37,3″ O | ?                |       |
| Phare de Burkehaven   |      | 1983            | 43° 22′ 18″ N, 72° 03′ 57″ O     | ?                | Image |